# Godfried Maes

Sagrada Família, oli sobre llenç, 152 x 114 cm, Madrid, Museu Cerralbo.

Godfried Maes (Anvers, 1649 – 1700) va ser un pintor barroc flamenc especialitzat en pintura devota i historiada i retrat.
Nascut a Anvers, on va ser batejat el 15 d'agost de 1649, va ser deixeble de Peter van Lint. Membre de la guilda o gremi de Sant Lluc de la seva ciutat natal, on va deure residir tota la seva vida, va tenir nombrosos deixebles, entre els quals es recorda a Gerard Thomas (1680-1720) i a Willem Ignatius Kerricx (1682-1745), fill de l'escultor Willem Kerricx.
La pintura de Godfried Maes, malgrat certa tendència a l'ampul·lositat en les seves composicions, es caracteritza per la subjecció a les maneres classicistes de l'escola d'Anvers representada per Erasmus Quellinus II. Entre les seves obres destaquen els dibuixos per a una sèrie de gravats de les metamorfosis d'Ovidi. A Espanya se li atribueixen una Sagrada Família, propietat del Museu Cerralbo, i una Verge del Roser conservada al Museu Nacional d'Escultura de Valladolid, antigament atribuïdes ambdues a Pedro de Moya.